# Ferdows (Verwaltungsbezirk)
Ferdows (persisch شهرستان فردوس) ist ein Schahrestan in der Provinz Süd-Chorasan im Iran. Er enthält die Stadt Ferdows, welche die Hauptstadt des Verwaltungsbezirks ist.

## Demografie
Bei der Volkszählung 2016 betrug die Einwohnerzahl des Schahrestan 45.523. Die Alphabetisierung lag bei 89 Prozent der Bevölkerung. Knapp 79 Prozent der Bevölkerung lebten in urbanen Regionen.
| Zensusjahr | Einwohnerzahl |
| ---------- | ------------- |
| 2011       | 41.626        |
| 2016       | 45.523        |